# Альбранд, Лев Львович
Лев Львович Альбранд (Альбрандт) (1804—1849) — русский генерал, деятель Кавказской войны 1817—1864.

## Биография
Лев Альбранд родился в 1804 году в бедной семье, вырос в степях Новороссии, проводя досуг в поле и на коне. Вопреки природным наклонностям, 16-ти лет от роду вынужден был поступить на гражданскую службу, в 1832 году вышел в отставку коллежским асессором и отправился на Кавказ, где поступил на военную службу простым волонтёром, прикомандировавшись в чине титулярного советника на правах охотника ко 2-му закавказскому (мусульманскому) полку. С ним он тотчас же выступил в экспедицию против горцев, предводительствуемых Казы-Муллою.
23 июня 1832 года он был храбрым участником упорного многочасового боя в тесных и кривых улицах аула Герменчук при штурме его войсками барона Розена. Осенью того же года при штурме села Гимры, Альбранд проявил чудеса храбрости, ворвавшись первым в башню, где заперся Кази-Мулла с лучшими мюридами. Простреленный тремя пулями, герой-волонтёр чудом остался в живых. Удостоился за этот подвиг особой награды: был из чиновников переименован в штабс-ротмистры и зачислен в Нижегородский драгунский полк. В 1837 году при высадке десанта у мыса Адлер, Альбранд совершил новый подвиг: он вызвался командовать охотниками, которые должны были первыми выйти на берег и, захватив опушку леса, обеспечить высадку отряда. На это задание Альбранд пошёл, надев мундир с эполетами и аксельбантами. Захватив опушку, Альбранд увлекся и двинулся дальше. В дремучем лесу отряд был окружен горцами. У Альбранда фуражка и мундир были прострелены пулями, но он остался жив, исполнив возложенную на охотников трудную задачу.
В том же году Альбранду поручили вывести из Персии наших дезертиров, из которых там был сформирован целый батальон, называвшийся «батальоном богатырей», иначе «русский батальон». Первоначально это поручение было возложено на И. Ф. Бларамберга, но он в это время находился в ставке персидского шаха под Гератом.
Во главе дезертиров был Самсон-хан, бывший вахмистр Нижегородского драгунского полка Самсон Макинцев, который стал генерал-лейтенантом персидской службы. Альбранд 19 июня 1838 году прибыл в Тавриз, в окрестностях которого квартировал «русский батальон». Хотя большая часть батальона была в походе под Гератом, но он решил не откладывать выполнение поручения. Первоначально Альбранда дезертиры встретили враждебно, но его речь произвела на них сильное впечатление, и 135 человек тут же заявили о своей готовности возвратиться на родину. Персы хотели не пустить их на родину, но Альбранд, во избежание кровопролития, успел ночью отправить дезертиров к русской границе, а сам поспешил в Тегеран, куда прибыла остальная часть «русского батальона».
Группа дезертиров, возбуждённых персами, собравшись у дома русского посла Симонича, потребовала выдачи Альбранда. Он вышел безоружным к буйной толпе и обратился к ней с речью. В это время один старик, выхватив кинжал, бросился на Альбранда со словами: «Умри же, обманщик!..»  Но неожиданно Альбранд двинулся старику навстречу, и, распахнув грудь, крикнул ему: «Старик, ты вздумал стращать меня смертью, ты думаешь, что мне дорога жизнь, которою я не раз жертвовал в честном бою. Так вот тебе грудь моя! Я умру, но, умирая, заклеймлю тебя проклятием. Слава твоя не от Бога, а от дьявола, который тебя губит». Поражённый таким мужеством, старик упал пред Альбрандом на колени и умолял его простить или убить. Последний простил старика именем Бога и Государя. Толпа тут же заявила Альбранду, что готова за ним идти, куда только прикажет.
После этого он убедил самого Самсон-хана не мешать возвращению дезертиров на родину. А через несколько дней к Альбранду явился весь батальон, в составе 380 человек. Выхлопотав батальону выдачу заслуженного жалованья и даже отобранных амуниции и ружей, он сумел устранить прочие препятствия, а затем, неожиданно, ночью по тревоге, собрал батальон и приказал двинуться в путь. 5 марта 1839 г. батальон благополучно прибыл в Тифлис. Император Николай I, давший Альбранду это трудное поручение, пожаловал его из капитанов в полковники.
В последующие годы службы Лев Львович Альбранд участвовал в Даргинской экспедиции и во время штурма одного из завалов лишился правой руки. Произведённый в генерал-майоры, он был назначен начальником 2-го отделения Черноморской линии. Среди непокорных черкесов он пользовался такой популярностью, что свободно ездил один там, где опасно было проходить отрядам. Зная черкесский язык, он снискал среди горцев любовь и доверие.
Тяжёлая болезнь заставила Альбранда покинуть Кавказ и принять назначение Шлиссельбургским комендантом.
Но недолго выдержал он разлуку с Кавказом и с радостью согласился принять предложенную ему должность эриванского военного губернатора. Бросив лечение, Лев Львович Альбранд в конце ноября 1849 года прибыл в Эривань, где через несколько дней и скончался.

## Военные чины
- Штабс-ротмистр (18.11.1832)[1]
- Капитан (24.12.1836)
- Майор за отличие по службе (16.01.1839)
- Подполковник за отлично-усердную и примерную службу (24.03.1839)
- Полковник за отличие против горцев (25.06.1839)
- Генерал-майор (01.02.1847)

## Награды
- Орден Святого Владимира 4 ст. с бантом (28.07.1835)[1]
- Орден Святого Станислава 2 ст. (26.03.1845)
- Знак отличия за XX лет беспорочной службы (22.08.1845)
- Орден Святой Анны 2 ст. (1845)
- Орден Святого Владимира 3 ст. (1845)
- Орден Святого Станислава 1 ст. (06.12.1848)
- персидский Орден Льва и Солнца 2 ст. (1839)

## Память
Память об Альбранде увековечена Кавказским военно-историческим музеем, в котором хранится его портрет, а также картина очевидца-художника Колумбери, изобразившего вступление возвращающегося на Кавказ батальона русских дезертиров в Тавриз.